# Trémery
Trémery est une commune française située dans le département de la Moselle, en région Grand Est.

## Géographie
Trémery est un village français du département de la Moselle peuplé de plus de mille habitants.

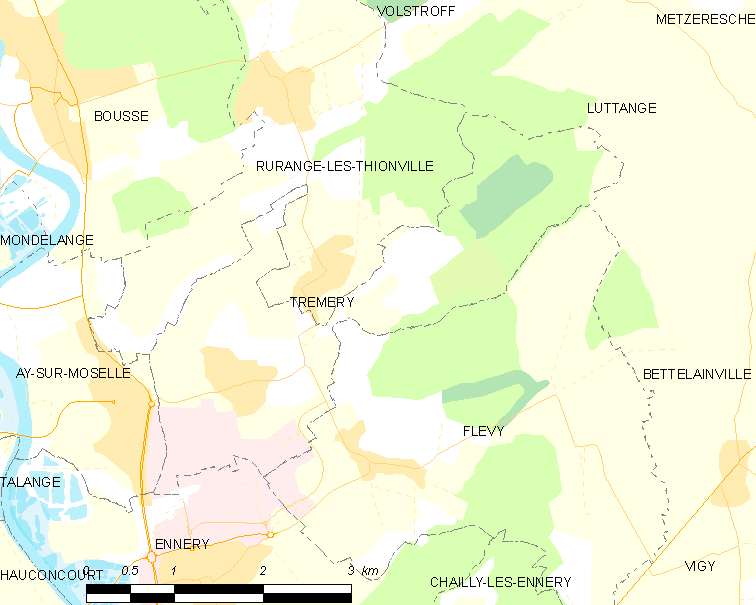
Carte de la commune.

### Accès
Cette petite bourgade bénéficie d'une proximité relative des grands axes routiers (autoroutes A31 et A4). Trémery est traversé par la route départementale 55 et est situé à environ 18 kilomètres de Metz, la préfecture du département.

### Communes limitrophes
|                | Rurange-lès-Thionville | Luttange |
| Ay-sur-Moselle | Trémery                |          |
| Ennery         | Flévy                  |          |

### Hydrographie
La commune est située dans le bassin versant du Rhin au sein du bassin Rhin-Meuse. Elle est drainée par la Bibiche et le ruisseau de Tremery.
La Bibiche, d'une longueur totale de 22,6 km, prend sa source dans la commune de Bettelainville et se jette  dans la Moselle à Basse-Ham, après avoir traversé dix communes.

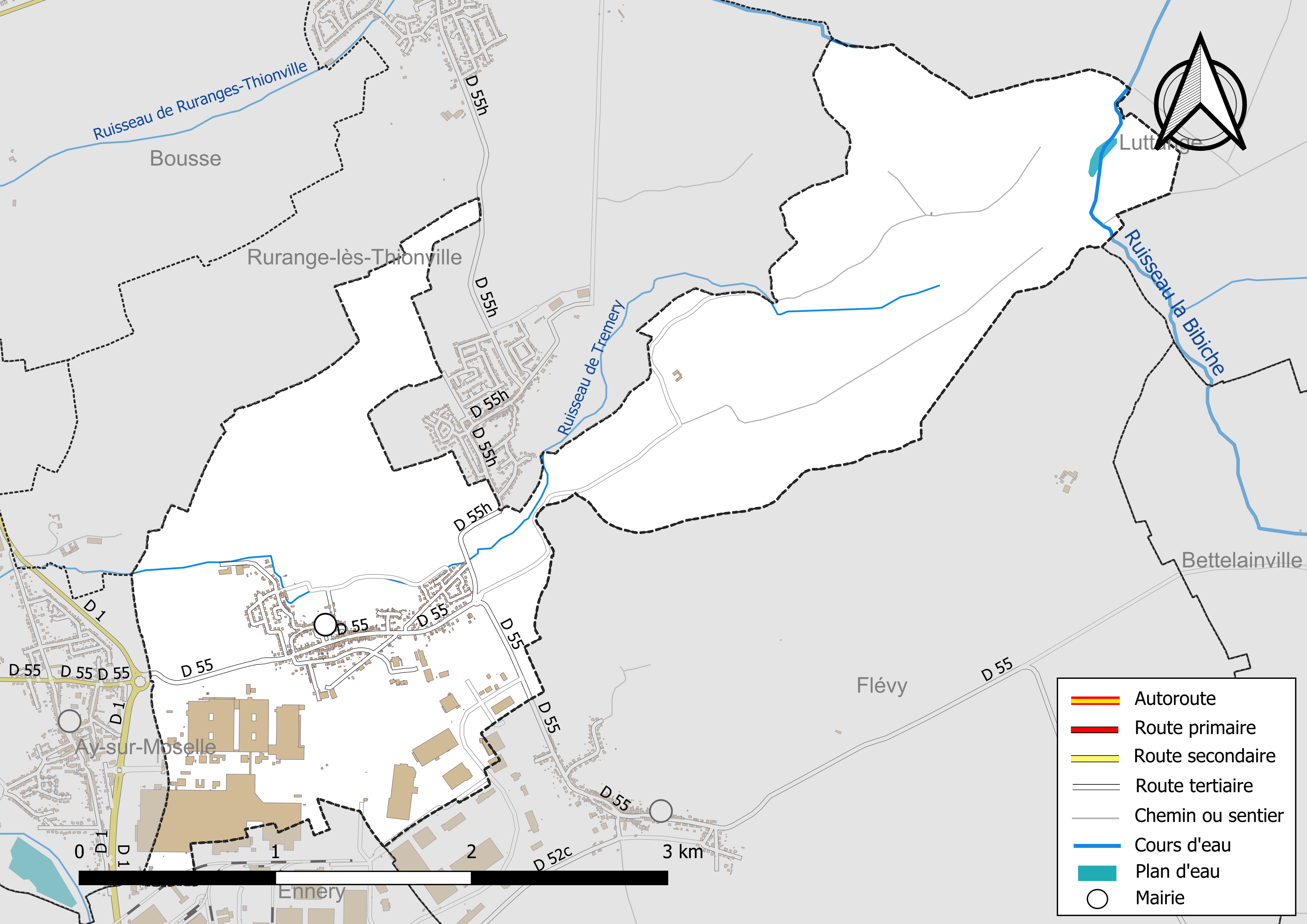
Réseaux hydrographique et routier de Trémery.

La qualité des eaux des principaux cours d’eau de la commune, notamment du ruisseau la Bibiche, peut être consultée sur un site spécial géré par les agences de l’eau et l’Agence française pour la biodiversité.

### Climat
Pour des articles plus généraux, voir Climat du Grand Est et Climat de la Moselle.
En 2010, le climat de la commune est de type climat des marges montargnardes, selon une étude du Centre national de la recherche scientifique s'appuyant sur une série de données couvrant la période 1971-2000. En 2020, Météo-France publie une typologie des climats de la France métropolitaine dans laquelle la commune est exposée à un climat semi-continental et est dans la région climatique  Lorraine, plateau de Langres, Morvan, caractérisée par un hiver rude (1,5 °C), des vents modérés et des brouillards fréquents en automne et hiver. 
Pour la période 1971-2000, la température annuelle moyenne est de 9,7 °C, avec une amplitude thermique annuelle de 16,6 °C. Le cumul annuel moyen de précipitations est de 763 mm, avec 11,9 jours de précipitations en janvier et 9,1 jours en juillet. Pour la période 1991-2020, la température moyenne annuelle observée sur la station météorologique de Météo-France la plus proche, « Malancourt », sur la commune d'Amnéville à 6 km à vol d'oiseau, est de 10,2 °C et le cumul annuel moyen de précipitations est de 884,1 mm. 
La température maximale relevée sur cette station est de 39,3 °C, atteinte le 25 juillet 2019 ; la température minimale est de −17,9 °C, atteinte le 5 janvier 1985,,. 
Les paramètres climatiques de la commune ont été estimés pour le milieu du siècle (2041-2070) selon différents scénarios d'émission de gaz à effet de serre à partir des nouvelles projections climatiques de référence DRIAS-2020. Ils sont consultables sur un site spécial publié par Météo-France en novembre 2022.

## Urbanisme

### Typologie
Au 1er janvier 2024, Trémery est catégorisée bourg rural, selon la nouvelle grille communale de densité à sept niveaux définie par l'Insee en 2022.
Elle appartient à l'unité urbaine d'Ay-sur-Moselle, une agglomération intra-départementale regroupant quatre  communes, dont elle est ville-centre,,. Par ailleurs la commune fait partie de l'aire d'attraction de Metz, dont elle est une commune de la couronne,. Cette aire, qui regroupe 245 communes, est catégorisée dans les aires de 200 000 à moins de 700 000 habitants,.

### Occupation des sols
L'occupation des sols de la commune, telle qu'elle ressort de la base de données européenne d’occupation biophysique des sols Corine Land Cover (CLC), est marquée par l'importance des territoires agricoles (47,1 % en 2018), en diminution par rapport à 1990 (53,5 %). La répartition détaillée en 2018 est la suivante : 
forêts (28,9 %), terres arables (28,2 %), zones industrielles ou commerciales et réseaux de communication (13,6 %), prairies (9,9 %), zones agricoles hétérogènes (8,9 %), zones urbanisées (6,2 %), milieux à végétation arbustive et/ou herbacée (4,2 %). L'évolution de l’occupation des sols de la commune et de ses infrastructures peut être observée sur les différentes représentations cartographiques du territoire : la carte de Cassini (XVIIIe siècle), la carte d'état-major (1820-1866) et les cartes ou photos aériennes de l'IGN pour la période actuelle (1950 à aujourd'hui).

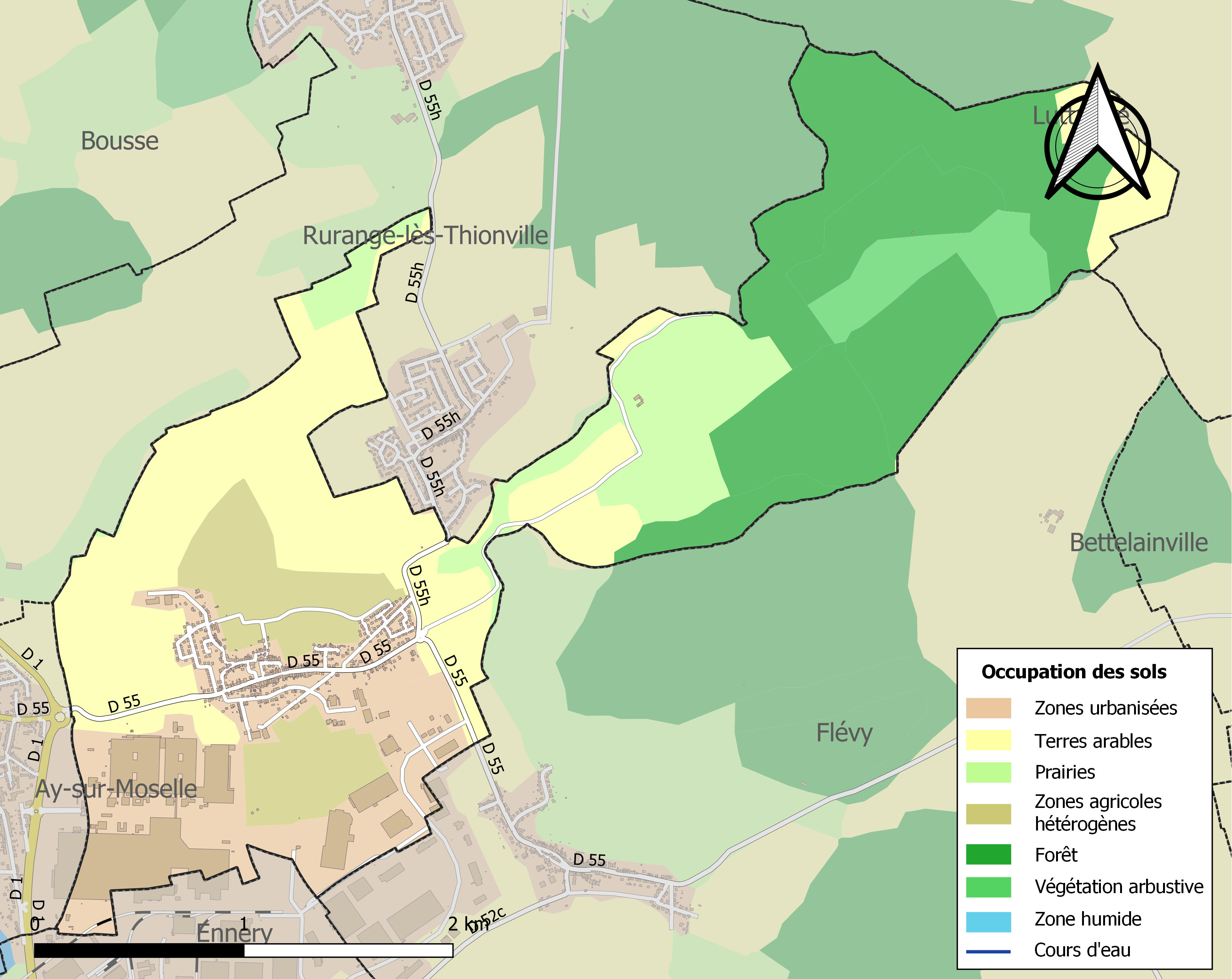
Carte des infrastructures et de l'occupation des sols de la commune en 2018 (CLC).

## Toponymie
- Tremerey (1404) ; Trommerchen (1473)[16] ; Tremay (1613) ; Treumri, Tremeury, Treumerieux (1636) ; Tremery (1793) ; Tremerchen (1915–1918) ; Tremeringen (1940–44). Tremmerchen en francique lorrain.

## Histoire
Dépendait de l'ancien Haut-Chemin du Pays Messin, dans la seigneurie d'Ay. 

Était annexe de la paroisse d'Ay. La Franche rue de Trémery dépendait de la seigneurie de Fleury en 1683.

## Politique et administration

La mairie.

| Période                                  | Période   | Identité       | Étiquette | Qualité |
| ---------------------------------------- | --------- | -------------- | --------- | ------- |
| 1945                                     | 1947      | Camille Muller |           |         |
| 1947                                     | 1953      | Joseph Hirn    |           |         |
| 1953                                     | 1983      | Maurice Perrin |           |         |
| mars 1983                                | mars 2001 | Paul Henne     |           |         |
| mars 2001                                | En cours  | Michel Hozé    |           |         |
| Les données manquantes sont à compléter. |           |                |           |         |

## Population et société

### Démographie
L'évolution du nombre d'habitants est connue à travers les recensements de la population effectués dans la commune depuis 1793. Pour les communes de moins de 10 000 habitants, une enquête de recensement portant sur toute la population est réalisée tous les cinq ans, les populations de référence des années intermédiaires étant quant à elles estimées par interpolation ou extrapolation. Pour la commune, le premier recensement exhaustif entrant dans le cadre du nouveau dispositif a été réalisé en 2006.

En 2022, la commune comptait 979 habitants, en évolution de −7,64 % par rapport à 2016 (Moselle : +0,52 %, France hors Mayotte : +2,11 %).
| 1793 | 1800 | 1806 | 1821 | 1836 | 1841 | 1861 | 1866 | 1871 |
| ---- | ---- | ---- | ---- | ---- | ---- | ---- | ---- | ---- |
| 310  | 314  | 352  | 413  | 436  | 446  | 387  | 388  | 343  |

| 1875 | 1880 | 1885 | 1890 | 1895 | 1900 | 1905 | 1910 | 1921 |
| ---- | ---- | ---- | ---- | ---- | ---- | ---- | ---- | ---- |
| 336  | 340  | 314  | 289  | 276  | 264  | 274  | 266  | 271  |

| 1926 | 1931 | 1936 | 1946 | 1954 | 1962 | 1968 | 1975 | 1982 |
| ---- | ---- | ---- | ---- | ---- | ---- | ---- | ---- | ---- |
| 259  | 278  | 322  | 288  | 298  | 353  | 482  | 774  | 764  |

| 1990 | 1999  | 2006  | 2011  | 2016  | 2021  | 2022 | - | - |
| ---- | ----- | ----- | ----- | ----- | ----- | ---- | - | - |
| 816  | 1 146 | 1 122 | 1 083 | 1 060 | 1 002 | 979  | - | - |

Le maximum de la population fut atteint en 1999, avec 1 146 habitants.

## Économie

### Industrie
- Usine Stellantis de Trémery, plus grande usine de moteurs diesel au monde.

### Artisanat
- Maison Godet-Wagonnet, confiseur lorrain créateur et seul fabricant de l'unique Wagotine. Il s'agit d'un petit wagonnet en nougatine garni de spécialités lorraines: mirabelles de Lorraine, chardons lorrains, etc.

## Vie locale

### Enseignement
Trémery possède deux établissements scolaires: l'école maternelle La Clairière et l'école élémentaire Le Colombier.

### Associations
- Activ-Théâtre
- L'Age d'or
- Le Conseil de Fabrique
- Le Foyer Rural "Les Saules"

### Sport
Trémery dispose d'un club de football, le FC Trémery, d'un club de pêche et d'un club de Tennis affilié à la Fédération Française de Tennis. Le tournoi interne est rebaptisé collard cup en hommage à celui qui a reporté le tournoi 4fois. Le village possède aussi une salle omnisports, des courts de tennis (extérieurs et couverts).

### Santé
Trémery possède un cabinet de médecine sur la place de la mairie.

## Culture locale et patrimoine

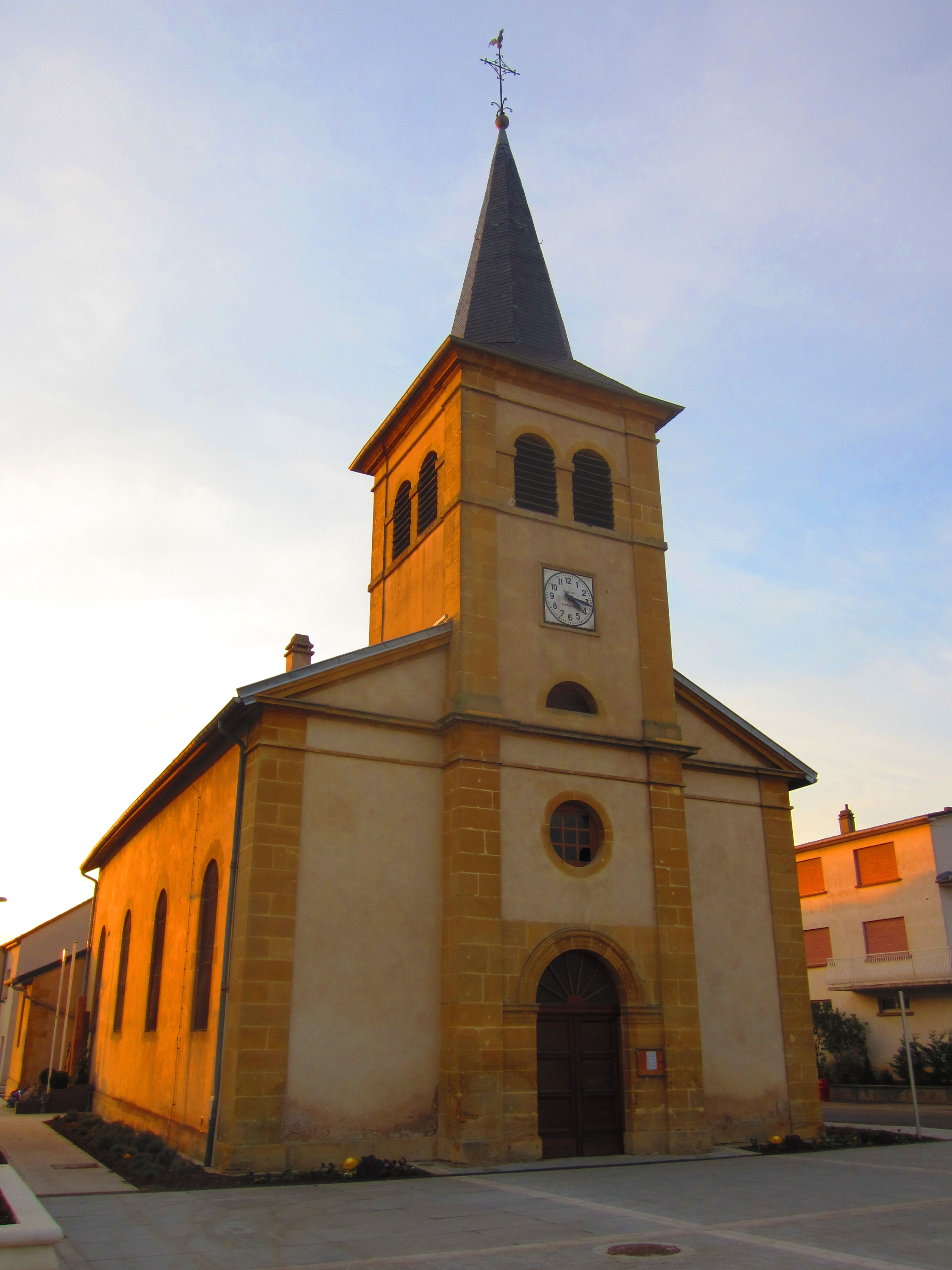
Église de l'Exaltation-de-la-Sainte-Croix de Trémery

### Lieux et monuments
- Église Sainte-Croix, datant de 1840 avec croix du XVIIe siècle.
- Passage d'une voie romaine.
- Tombes mérovingiennes.
- Le moulin
- Le colombier
- La tuilerie
- L'étang du Breuil (balade à pied et à vélo)

### Personnalités liées à la commune
- Jean-Marie Pirot dit Arcabas (1926-2018), peintre d'art sacré, né à Trémery.

### Héraldique
| Blason de Trémery | Blason  | D'azur à la fasce d'or, accompagnée en chef de trois étoiles du même, et en pointe d'un mouton d'argent. |
| Blason de Trémery | Détails | Le statut officiel du blason reste à déterminer.                                                         |